# Guillaume Grandidier
Guillaume Grandidier (1 de julho de 1873 - 13 de setembro de 1957) foi um geógrafo, etnólogo e zoólogo francês que estudou a ilha de Madagascar.
Ele era filho do rico industrial Alfred Grandidier, também zoólogo e especialista em Madagascar. Guillaume Grandidier foi secretário da Sociedade de Geografia de Paris e um autor prolífico.
O Atlas des Colonies Françaises, Protectorats et Territoires sous Mandat de la France, conhecido simplesmente como Atlas Grandidier, foi publicado sob sua direção em 1934. Entre suas outras obras estava o monumental Madagascar L'Histoire politique, physique et naturelle de Madagascar, com 40 volumes. Este trabalho foi realizado em cooperação com seu pai e outros autores como Alphonse Milne-Edwards e Léon Vaillant.
Liopholidophis grandidieri, uma espécie de cobra endêmica de Madagascar, foi nomeada em sua homenagem pelo herpetólogo francês François Mocquard.
Hypogeomys australis, um roedor extinto do centro e sudeste de Madagascar, foi descrito em 1903 por Guillaume Grandidier a partir de material subfóssil coletado na caverna de Andrahomana [en], no sudeste de Madagascar.

## Literatura citada
- Goodman, S.M. and Rakotondravony, D. 1996. The Holocene distribution of Hypogeomys (Rodentia: Muridae: Nesomyinae) on Madagascar. Biogéographie de Madagascar 1996:283–293.
- Grandidier, G. 1903. Description de l'Hypogeomys australis, nouvelle espèce de Rongeur sub-fossile de Madagascar. Bulletin du Muséum national d'histoire naturelle 9:13–15 (em Francês).